# 岩手銀行
株式会社岩手銀行（いわてぎんこう、英: The Bank of Iwate, Ltd.）は、岩手県盛岡市に本店を置く地方銀行。岩手県最大の地方銀行。

## 概要
岩手県最大の地方銀行で、岩手県の出納業務を取扱う指定金融機関となっている。岩手銀行は、昭和恐慌の影響で破綻した地元銀行（盛岡銀行、1931年（昭和6年）破綻）を救済するため、県が出資して設立された銀行である。設立から80年以上を経過した現在でも、岩手県と岩手県企業局が保有する株式を合算した場合、第2位の大株主となっている。
堅実経営で知られ、バブル景気当時も積極的な貸し出しには慎重だったことから、バブル崩壊後にも安定した経営を続けた。預貸率（預金残高に占める貸出残高の割合）が6割未満と低く、市場運用に積極的である。
企業スローガンは「信頼の、さらにその先へ。」。

## 店舗展開
岩手県内
岩手県内ではほぼ全ての市町村に支店を設置している。支店が設置されていないのは、普代村、田野畑村、西和賀町である。（ただし、普代村については、普代村役場内に野田支店がATMを設置している。）
宮城県
宮城県の仙台市及びその近郊では、仙台営業部（青葉区中央）、長町支店（太白区長町）、宮城野支店（若林区大和町）、泉中央支店（泉区泉中央）、塩竈支店（塩竈市）の5店舗エリア体制がとられている。このほか、仙台営業部をフラグシップ拠点とするエリア体制からは外れるが、石巻支店（石巻市）、気仙沼支店（気仙沼市）が県内に設置されている。2008年（平成20年）11月5日には、大崎市の古川駅前に大崎支店が開設され、同市関連はさることながら、大和町・大衡村の工業団地の誘致企業やその従業員の家庭などをターゲットとしたフルバンキング店舗として位置づけられる。
青森県八戸市
2005年（平成17年）7月1日より八戸支店を八戸営業部に昇格させ、八戸市内の支店の母店とするエリア体制に移行した。また、2007年（平成19年）11月1日には八戸市内中心部：十三日町商店街に、同行として青森県では初となるローン特化店舗の十三日町支店（いわぎんローンプラザ八戸）が開設された。
その他の地域
その一方で、1999年（平成11年）11月に大宮支店を廃止し、埼玉県から撤退（口座は東京支店に継承）。2002年（平成14年）9月20日には札幌支店を廃止し、北海道から撤退（口座は本店営業部へ統合）。2003年（平成15年）12月10日には大阪支店を廃止し、大阪府からも撤退（口座を東京支店へ統合）。東北3県(青森、秋田、宮城)を除いて県外に支店のある都道府県は東京都だけとなる。
インストアブランチ
インストアブランチとしては、かつて盛岡市前潟の「イオン盛岡支店」が開設されていた。これは、近隣（盛岡インターチェンジ付近）に銀行の店舗が全くないことから、イオン盛岡SC（現・イオンモール盛岡）の開業時に進出したものである。後にローンプラザが設置されたが、2016年3月11日の営業終了とともに撤退（口座は青山町支店へ統合）。
中ノ橋支店
中ノ橋支店旧店舗は、明治期を代表する建築家である辰野金吾の設計により、1911年（明治44年）に完成した赤煉瓦造りの3階建ての建物である。その堂々たる外観は市内のランドマークの一つとなるほどに市民の目を惹き、また市の保存建築物や国の重要文化財にも指定されている。
前身の盛岡銀行時代から1983年（昭和58年）まで岩手銀行の本店であった。新（現）本店開業後は一支店として運営されてきたが、2012年（平成24年）8月6日、隣接する新店舗への移転に伴い閉鎖され、改装工事を経た上で2016年（平成28年）7月17日に岩手銀行赤レンガ館として再オープンを迎えている。

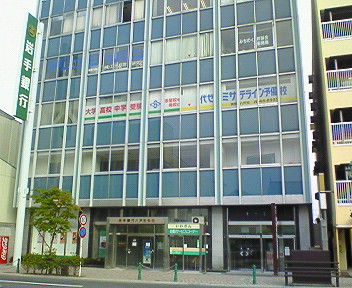
八戸営業部
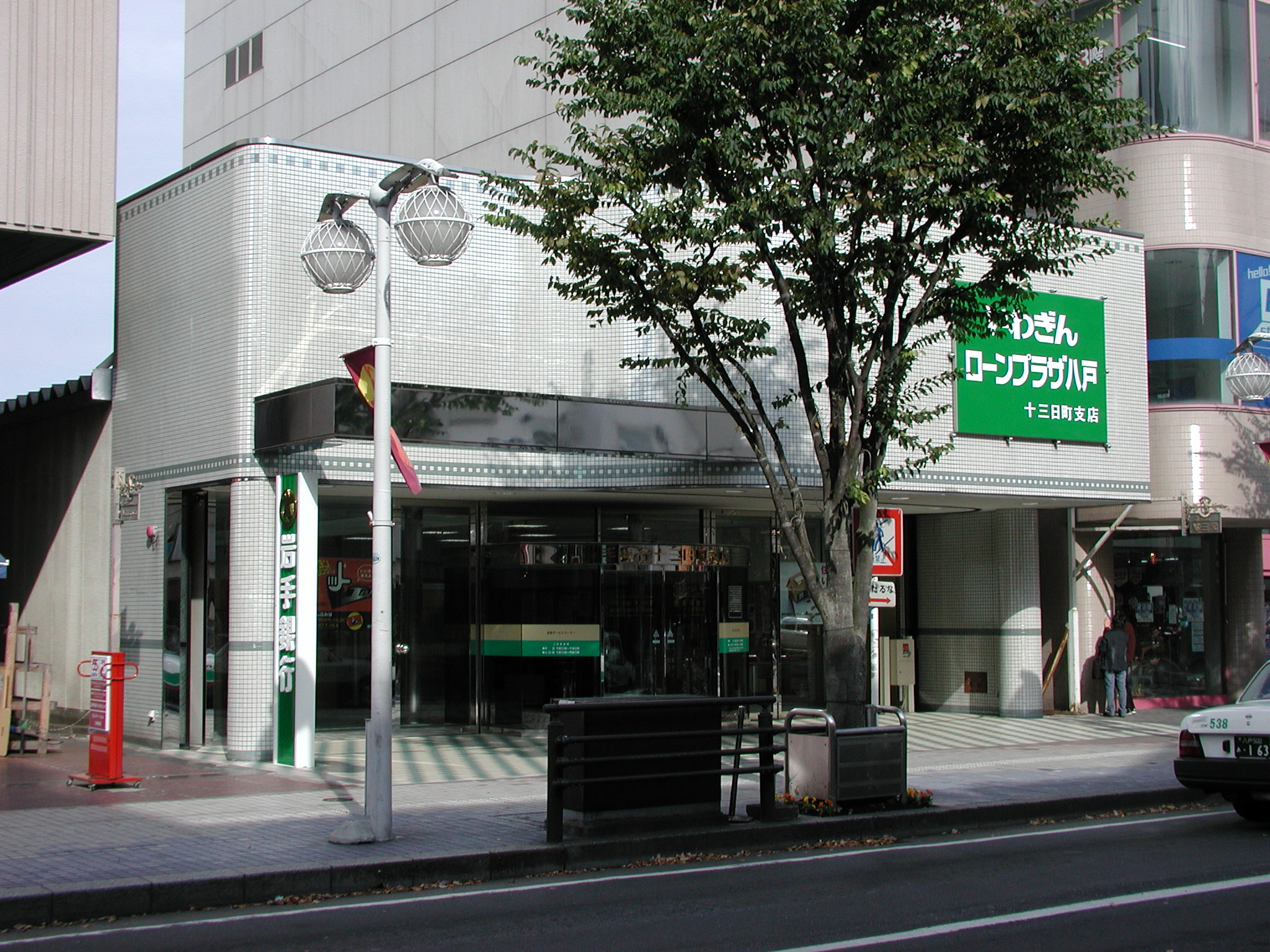
いわぎんローンプラザ八戸（十三日町支店）
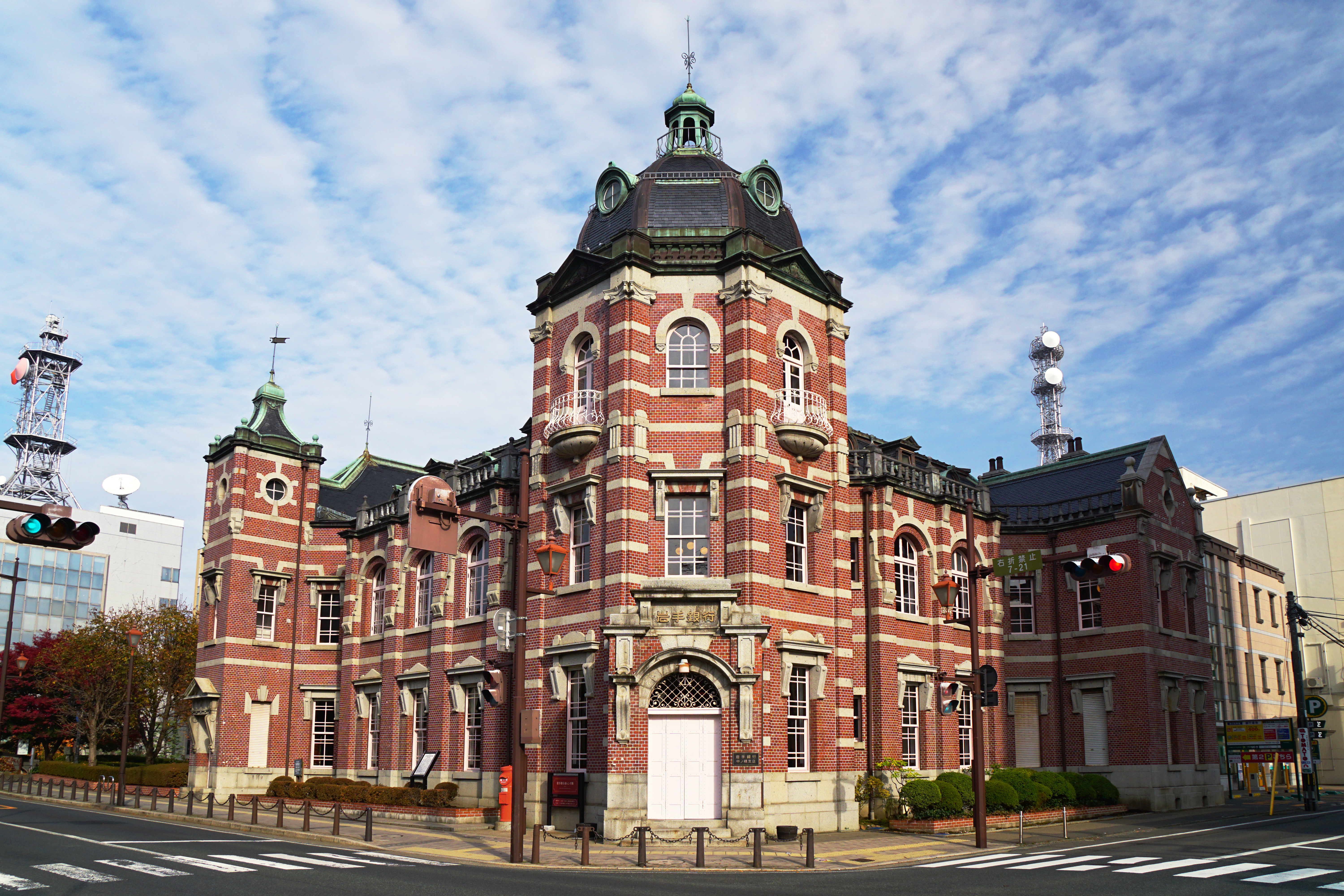
中ノ橋支店旧店舗（盛岡銀行本店、現岩手銀行赤レンガ館）

## 歴史
盛岡銀行は、盛岡の実業家が興したものの、1931年（昭和6年）の岩手県金融恐慌で破綻した。この救済として岩手県の主導で岩手殖産銀行が設立され、継承された。この金融恐慌では岩手銀行（旧法人。現銀行とは直接の関係はない）や旧盛岡藩士の出資による第九十銀行も経営破綻し、県下の金融機関が壊滅状態となったため、岩手県の公金取扱いを仙台市の七十七銀行が行なった。
岩手銀行（旧）と第九十銀行は、岩手殖産銀行の支援を受けて、1938年（昭和13年）に旧一関藩士の出資による第八十八銀行と合併し、陸中銀行となったが、陸中銀行は1941年（昭和16年）に岩手殖産銀行に合併した。その後、岩手殖産銀行は1943年（昭和18年）の岩手貯蓄銀行との合併を経て、1960年（昭和35年）に改めて岩手銀行となった。
前身となる各銀行の建物のうち、旧第九十銀行本店は長らく関連会社「いわぎんリースデータ」社屋として1992年（平成4年）まで使用していたが、盛岡市に移管され、2002年（平成14年）から「もりおか啄木・賢治青春館」として開放されている。

### 沿革
- 1932年（昭和7年）5月2日 - 株式会社岩手殖産銀行として設立。
- 1941年（昭和16年）8月16日 - 株式会社陸中銀行と合併。
- 1943年（昭和18年）1月1日 - 株式会社岩手貯蓄銀行と合併。
- 1960年（昭和35年）1月1日 - 株式会社岩手銀行に商号変更。
- 1969年（昭和44年）10月 - 秋田市に秋田支店を開設。
- 1973年（昭和48年）4月2日 - 東京証券取引所市場第2部へ上場。
- 1974年（昭和48年）2月1日 - 東京証券取引所市場第1部に指定。
- 1977年（昭和52年）5月23日 - 全店総合オンラインシステム完成。
- 1980年（昭和55年）7月7日 - 第2次オンラインシステム完成。
- 1983年（昭和58年） - 本店を現在地の盛岡市中央通に新築移転、同時にそれまでの本店に中ノ橋支店を設置。
- 1989年（平成元年）8月1日 - ディーシーカードと共同でいわぎんディーシーカードを設立。
- 1992年（平成4年）5月6日 - 第3次オンラインシステムスタート。
- 1993年（平成5年）10月1日 - 釜石信用金庫の営業譲り受け。
- 2000年（平成12年）
  - 4月3日 - 青森銀行・秋田銀行とATM相互無料開放を開始（愛称はAAIネット）。
- 2004年（平成16年）4月1日 - 仙台支店の2階に法人部局の仙台営業部を新設(口座勘定は仙台支店扱い)。
- 2005年（平成17年）
  - 1月 - 勘定系システムをNTTデータ地銀共同センターに移行
- 2006年（平成18年）
  - 正月三が日におけるATMの稼働を始める。
  - 4月1日 - 法人部局の仙台営業部を仙台支店に統合の上、仙台支店を仙台営業部に改称。
  - 10月10日 - セブン銀行ATMと提携。
  - 11月1日 - 仙台銀行とATM相互無料開放を開始（愛称はグリーンネット）。同日、八戸信用金庫ともATM相互無料開放（愛称はIHネット）[注釈 3]。
- 2007年（平成19年）
  - 4月1日 - 東京支店を東京営業部に昇格。
  - 5月21日 - インターネット支店「岩手銀行イーハトーヴ支店」を開設（東北地方に本拠を置く金融機関では初）。
  - 9月18日 - 青森支店をAQUA古川二丁目ビル1Fへ移転。
- 2009年（平成21年）
  - 4月22日 - 取締役会で 代表取締役会長である永野勝美の解任を賛成多数で決議[10]。
  - 12月1日 - 雫石支店隣接の同行施設の紫明荘研修所解体工事が佐々木組によって施工。
  - 12月14日 - イーネットと提携し、岩手県内ファミリーマート店舗への共同コンビニATMサービスを開始。
- 2011年（平成23年）2月21日 - ローソンATMと提携し、岩手県内ローソン店舗への共同コンビニATMサービスを開始。
- 2012年（平成24年）8月3日 - 中ノ橋支店の「赤レンガ」での営業終了。8月6日より、隣接する新店舗で営業開始。
- 2013年（平成25年）3月13日 - 東日本大震災の北海道避難者支援や北海道新幹線新函館開業に備えた経済交流促進を目的に北海道銀行と業務提携を締結。
- 2014年（平成26年）6月20日 - 高橋真裕頭取が会長に退き、田口幸雄専務が後任として昇格。
- 2015年（平成27年）
  - 3月2日 - りそな銀行が岩手県内のサークルKおよびサンクスに設置するBankTimeを当行との共同設置に移行。
  - 3月9日 - 東京営業部を移転し、空中店舗化。
- 2016年（平成28年）
  - 7月17日 - 旧中ノ橋支店が改修工事を終え、岩手銀行赤レンガ館としてオープンする。
  - 7月25日 - 秋田支店をミタビル1Fへ移転[11]。
- 2020年（令和2年）
  - 4月1日 - 地域商社「manorda（マノルダ）いわて」およびと事業承継支援会社「いわぎんコンサルティング」を設立[12]。
  - 5月18日 - 七十七銀行とATM相互無料開放を開始[13]。
- 2022年（令和4年）
  - 4月4日 - 東京証券取引所の市場再編に伴う変更により、東証プライム市場に上場。

## 営業政策

### 法人市場
2006年（平成18年）8月には、営業部を母店としてエリア制をしく仙台・八戸地区の支店と、東京支店（現・東京営業部）を除く岩手県外支店を法人向けの支店にシフトし、各支店のリテール要員を岩手県内の支店に引き揚げさせ、補充要員として、中小企業融資を得意とする要員に入れ替える方針が『日本経済新聞』等で報じられた。
2007年（平成19年）4月1日、東京での営業体制を強化するため、東京支店を東京営業部と名称変更した。さらに2015年3月9日から同営業部は空中店舗化された。

### 地方公共団体取引
- 岩手銀行を指定金融機関に指定している主な自治体等
  - 都道府県　岩手県
  - 市町村
    - 盛岡広域振興局管内　盛岡市、八幡平市、葛巻町
    - 県南広域振興局管内　一関市、花巻市、北上市、遠野市
    - 沿岸広域振興局管内　釜石市、宮古市、大船渡市、陸前高田市、住田町、大槌町、山田町、岩泉町
    - 県北広域振興局管内　久慈市、二戸市、一戸町、野田村、軽米町、九戸村

  - 一部事務組合等　岩手県市町村総合事務組合、岩手中部広域行政組合、岩手沿岸南部広域環境組合、久慈広域連合、二戸地区広域行政組合、宮古地区広域行政組合、岩手県後期高齢者医療広域連合

### 個人市場
総合口座通帳
岩手銀行の場合、総合口座通帳は3種類あり、「総合口座」（普通・定期）・「新総合口座イーハトーヴ」（普通・貯蓄・定期）・「新総合口座イーハトーヴ積立型」（普通・貯蓄・定期・積立）となっている。2014年より、「総合口座」(及び普通預金単独の通帳)の通帳についてはATM繰越が一部拠点で可能となった。対象は、NTTデータ地銀共同センターへリプレース後発行の通帳に限り、「新総合口座イーハトーヴ」等は、リプレース後発行の冊子であっても窓口対応のままとなっている。

## 情報処理システム

### 勘定系システム
勘定系システムは、2005年（平成17年）1月4日からNTTデータ地銀共同センターに移行した。この移行の際、定期預金の記帳に不具合が生じたことが同年3月になって発覚し、普通預金・貯蓄預金（定期預金を利用していない総合口座通帳、定期預金・積立預金を利用していないイーハトーヴ口座を含む）を除く通帳全てが交換対象となった。

## 自動機サービス
ATM共同利用（相互無料開放）
ICキャッシュカードへの対応
2007年（平成19年）3月19日にICキャッシュカードと生体認証機能の導入が開始された。発行開始当初は、5年間の有効期限が設定されていたが、現在は期限のない形をとっている。

## 企業スポーツ
- 岩手銀行硬式野球部（社会人野球） - 岩手県盛岡市を本拠地とし、1961年から1995年にかけて活動していた。

## その他

### 利息付与時期
普通預金・貯蓄預金ともに、2月・8月の第2土曜日付で付与される。

### 雫石支店
2009年までは雫石支店の他に、ゴルフ場の手前に研修所があった。紫明荘（しめいそう）として運用されていたが、現在は取り壊されている。

### コミュニケーション支援ボード
岩手銀行の公式サイトには、岩手銀行によって作られた「コミュニケーション支援ボード」が掲載されている。これをダウンロードして印刷することで、日本人と外国人だけではなく、知的障がい者や聴覚障がい者、自閉症とのコミュニケーションが簡単に出来るように出来ている。
「日本語」「英語」「韓国語」「中国語」の単語が載っている。

### イメージキャラクター
2017年4月からのんを起用。岩銀のTVCMのほか、店頭ポスター等に出演する。